# سیارک ۲۰۰۰۰۳
سیارک ۲۰۰۰۰۳ (به انگلیسی: 200003 Aokeda، نامگذاری:2007KP4) دویست هزار و سومین سیارک کشف شده‌است که در ۱۹ مه ۲۰۰۷ کشف شد.